# 里德巴赫河 (蓋施普靈斯巴赫河支流)
49°53′31″N 9°48′10″E / 49.892079°N 9.802833°E
里德巴赫河是德國的河流，位於該國東南部，由巴伐利亞負責管轄，屬於蓋施普靈斯巴赫河的左支流，河道全長0.9公里，發源自采林根以西。